# Altevatnet
Altevatnet ist ein 80 km² großer Stausee in der Kommune Bardu in der Provinz Troms in Norwegen nördlich vom kleineren See Geavdnjajávri und vom schwedischen Torneträsk.
Es ist der elftgrößte See Norwegens und der größte in Troms. Er ist 35 km lang und durchschnittlich 2 km breit.
Der See ist mit einem Damm-Abschluss versehen, der die Seehöhe zwischen 472 und 489 moh regulieren lässt. Sein Ausfluss bildet die Barduelva, die in die Målselva mündet, welche wiederum in den Målselvfjord, einen Seitenarm des Malangsfjords mündet. Die Kraftwerke Innset, Straumsmo in Bardu und Bardufoss entlang der Barduelva nutzen den Wasserspeicher Altevatnet mit 1.027 Millionen m³. Durch den Ousto-Kanal an seiner Ostseite ist er mit dem Leinavatn verbunden.